# Leominster (Regno Unito)
Leominster è un paese di 11 000 abitanti della contea dell'Herefordshire, in Inghilterra.

## Amministrazione

### Gemellaggi
- Saverne, Francia
- Tengeru, Tanzania